# Памятник и Музей 26 мучеников в Нагасаки

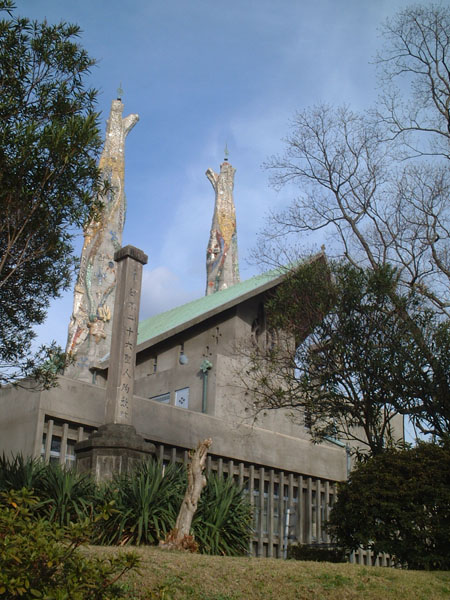
Музей 26 мучеников Нагасаки

Памятник и Музей 26 мучеников в Нагасаки (яп. 日本二十六聖人記念館 Нихон нидзю:року сё:нин кинэнкан) — монумент и музей на холме Нисидзака в японском городе Нагасаки, построенные в июне 1962 года в ознаменование 100-летия со дня  канонизации 26 японских христиан, казнённых в Нагасаки 5 февраля 1597 года.

## История
26 человек, местные христиане и европейские священники (20 японцев, 4 испанца, 1 мексиканец и 1 индиец) были арестованы в Киото и Осаке по приказу сёгуна Тоётоми Хидэёси за проповедь христианства. Они были заключены в тюрьму, а затем по снегу приведены в Нагасаки, так, чтобы их наказание послужило сдерживающим фактором для большой общины местных христиан. Цепями и веревками все 26 арестованных были распяты на крестах на холме Нисидзака. По преданию, святой Павел Мики проповедовал собравшейся толпе со своего креста.

## Описание
Главной темой присущей как музею, так и памятнику является тема «Пути к Нагасаки», ставшая символом не только физического путешествия в Нагасаки, но и христианского духа мучеников. Коллекция музея содержит важные исторические документы из Японии и Европы (например, оригиналы писем иезуита, святого Франциска Ксаверия), а также произведения искусства ранней христианской эпохи в Японии. Стенды расположены в хронологическом порядке и разделены на три периода: ранняя христианская проповедь в Японии, гонения на христиан в Японии, исповедание христианства в подполье в период самоизоляции Японии.
В экспозиции представлены образцы фуми-э или образков покровителей. С 1629 по 1857  год ежегодно жители Нагасаки были вынуждены проходить через ритуал попирания бронзовых изображений Христа и Богоматери, чтобы доказать, что они не являются христианами. В период преследования христиане изображали Христа и Пресвятую Деву Марию, как буддийских бодхисатв Мироку и Каннон, перед которыми тайно молились.
Алтарь в честь мучеников был построен как памятник для многих людей, которые отдали свои жизни. Образ цветущей сливы в центре алтаря был выбран потому, что сливовое дерево цветет в феврале — месяце мученичества 26 святых, память которым отмечается 6 февраля.